# 南下德富車站
南下德富站（日语：／ Minami-Shimo-Toppu eki */?）是位於北海道樺戶郡新十津川町字花月，原隸屬於北海道旅客鐵道（JR北海道）札沼線（學園都市線）的铁路废站。電報略號為。
「德富」來自阿伊努語的，意思是隆起。

## 歷史
- 1956年（昭和31年）11月16日：日本國有鐵道（國鐵）札沼線南下德富站開始營運。
- 1987年（昭和62年）4月1日：由於國鐵分割民營化，車站由JR北海道管理。
- 1991年（平成3年）3月16日：札沼線的暱稱設定為「學園都市線」[2][3]。
- 1996年（平成8年）3月16日：札沼線石狩當別站至新十津川站的列車開始一人控制。
- 2012年（平成24年）：拆除木造站房。
- 2016年（平成28年）3月26日：浦臼站至新十津川站的列車時間表修訂為每天只有1輛列車來回，成為JR集團列車班次最少的營運中路段[4][5]。
- 2020年（令和2年）
  - 4月17日：受冠状病毒病疫情影响北海道醫療大學站至本站提前停駛[6]。
  - 5月7日：札沼线北海道医疗大学站-新十津川站区间废线，本站废站[7]。

## 車站構造
废站前為側式月台1面1線的地面車站。亦是無人車站，設有候車室。車站北方與南十六號線由平交道連接。

## 載客量
- 2011年至2015年度平均每天載客量少於1人[8]。

| 載客量 | 載客量       |
| 年份   | 每天平均人次 |
| ------ | ------------ |
| 2011年 | 0            |
| 2012年 | 0            |
| 2013年 | 0            |
| 2014年 | 0            |

## 車站周邊
周邊主要是廣闊的農田，只有數戶農家。
- 國道275號
- 北海道中央巴士「九號線」站牌
  - JR北海道巴士石狩線廢除後的替代路線。

## 相鄰車站
北海道旅客鐵道（JR北海道）
札沼線（學園都市線）
於札內－南下德富－下德富